# Daniela Löwenberg
Daniela Löwenberg (* 11. Januar 1988 in Dortmund) ist eine deutsche Fußballspielerin, die seit dem 1. Juli 2020 vereinslos ist.

## Karriere

### Vereine
Daniela Löwenberg besuchte das „Heisenberg-Gymnasium“ in Dortmund-Eving, das sie mit dem Abitur abschloss. Sie begann beim FC Merkur 07 Dortmund mit dem Fußballspielen. Über den TuS Eving-Lindenhorst wechselte sie 2007 in die Bundesliga zur SG Wattenscheid 09. Mit dem Abstieg nach nur einer Spielzeit, wechselte sie 2008 zur SG Essen-Schönebeck, ehe sie im Jahre 2010 genau wie ihre Mannschaftsspielerin Inka Wesely einen Vertrag beim 1. FFC Turbine Potsdam unterzeichnete. Mit den „Turbinen“ gewann sie zweimal die Deutsche Meisterschaft.
In der Saison 2011/12 wurde Löwenberg nur in Turbines zweiter Mannschaft in der 2. Bundesliga eingesetzt. Am Ende der Saison verließ sie den Verein um sich auf ihr Studium zu konzentrieren. Im Oktober 2012 gab Löwenberg ihr Comeback und unterschrieb beim Zweitligisten BV Cloppenburg, mit dem sie 2013 als Staffelsieger Nord in die Bundesliga aufstieg. Ihr Bundesligadebüt für den BV Cloppenburg gab sie am 8. September 2013 (1. Spieltag) beim 3:3-Unentschieden im Auswärtsspiel gegen die SGS Essen.

### Nationalmannschaft
Im Jahr 2006 wurde sie mit der U19-Nationalmannschaft Europameisterin in der Schweiz. Ein Jahr später verteidigte sie mit der Mannschaft auf Island den Titel erfolgreich. Mit der U20-Nationalmannschaft nahm sie 2006 an der Weltmeisterschaft in Russland teil.

## Erfolge
- Aufstieg in die Bundesliga 2013
- Deutscher Meister 2011, 2012
- U-19-Europameister 2006, 2007

## Sonstiges
Neben ihrer Karriere studierte sie seit 2010 das Grundschullehramt an der Universität Potsdam und seit Oktober 2012 an der Universität Oldenburg. 2013/14 war sie Referendarin an der Grundschule Werlte.